# Alter jüdischer Friedhof (Duisburg)
Der Alte jüdische Friedhof Duisburg befand sich in der kreisfreien Stadt Duisburg in Nordrhein-Westfalen. Der jüdische Friedhof lag an der Königstraße / Ecke Pulverweg. Heute ist es der Bereich der Einfahrt in die Tiefgarage unter dem König-Heinrich-Platz. Auf dem Friedhof, der von ca. 1823 bis 1881 belegt wurde, befinden sich keine Grabsteine mehr. Im Jahr 1881 wurde der Friedhof gegen den Willen der jüdischen Gemeinde geschlossen, 1908 erfolgten Umbettungen von 27 Gräbern zum jüdischen Friedhof Sternbuschweg.